# Ласохи
Ласохи (пол. Łasochy) — село в Польщі, у гміні Сусець Томашівського повіту Люблінського воєводства. Розташоване на Закерзонні (в історичному Надсянні). Населення — 97 осіб (2011).

## Історія
За даними етнографічної експедиції 1869—1870 років під керівництвом Павла Чубинського, у селі здебільшого проживали римо-католики, меншою мірою — греко-католики, які розмовляли польською мовою.
У 1975—1998 роках село належало до Замойського воєводства.

## Демографія
Демографічна структура станом на 31 березня 2011 року:
|          | Загалом | Допрацездатний вік | Працездатний вік | Постпрацездатний вік |
| -------- | ------- | ------------------ | ---------------- | -------------------- |
| Чоловіки | 52      | 16                 | 28               | 8                    |
| Жінки    | 45      | 6                  | 26               | 13                   |
| Разом    | 97      | 22                 | 54               | 21                   |